# 二重電子捕獲
二重電子捕獲（にじゅうでんしほかく、Double electron capture）は原子核の崩壊モードの一種。核子の数が A、原子番号が Z である核種 (A, Z) において、二重電子捕獲は、(A, Z − 2)の核種の方が質量が小さい場合に限って可能である。
この崩壊過程では、原子核内の2個の陽子によって、軌道上にある2個の電子が捕獲され、中性子を生じる。また、2個のニュートリノが放出される。陽子が中性子に変化するので、中性子数は2大きくなり、陽子数は2小さくなる。そして、質量数 A は変化しない。原子番号が変わるので、娘核種は親核種とは異なる元素に変化する。
例えば、
{\displaystyle {\ce {^{78}_{36}Kr\ +2{\mathit {e}}^{-}->_{34}^{78}Se\ +2\nu _{\mathit {e}}}}}
この核反応ではクリプトン78が2個の電子を捕獲し、セレン78と2個のニュートリノに変化している。
多くの場合、この崩壊過程は単一の電子捕獲のように、より発生する確率の高い現象に隠されてしまう。しかし、他の過程がすべて禁制されるか強く抑制される時は、二重電子捕獲は崩壊の主なモードになる。天然の核種で二重電子捕獲を行うと予測されている核種は35種類も存在する。しかし観測されているのはクリプトン78、キセノン124、バリウム130についてのみである。観測が難しい一つ目の理由として、二重電子捕獲の確率が非常に小さいことがあげられる。実際、この過程における半減期の理論予測はおおよそ1020年である。二つ目の理由として、二重電子捕獲に際して検出できる電磁波や粒子は、励起原子核から生成放出される特性X線やオージェ電子に限られることがある。これら粒子の持つエネルギーの範囲はおおよそ 1〜10 keV 以下であり、バックグラウンドノイズのレベルが高い。二つ目の理由から、二重電子捕獲の実験的検出は二重ベータ崩壊の検出よりも難しい。
親核種と娘核種の質量差が電子2個に相当する 1.022 MeV よりも大きい場合、陽電子放出と電子捕獲の組み合わせという他の崩壊過程も可能にするのに十分なエネルギーが放出される。この崩壊過程は二重電子捕獲と競合し、分岐比は核の特性に依存する。質量の差異が電子4個に相当する 2.044 MeV よりも大きい時、また別の崩壊現象である二重陽電子崩壊も起こりうる。天然の核種でこれら3種類の崩壊現象がいずれも可能なものは6種のみである。

## ニュートリノレス二重電子捕獲
2個の電子を捕獲し、2個のニュートリノを放出する上記のような過程は、素粒子物理学の標準模型において許されており、レプトン数保存則を含む保存則に全く反しない。しかし、レプトン数が保存されないとすれば（すなわちニュートリノがニュートリノ自身の反粒子であれば）、他の種類の過程が起こりうる。これはニュートリノレス二重電子捕獲と呼ばれる。この過程では2個の電子が核に捕獲されるが、ニュートリノは放出されない。この過程でのエネルギーの解放は内部の制動放射ガンマ粒子に運び去られる。この崩壊現象は実験では一度たりとも観測されたことがなく、観測されたならば標準模型を超える物理の存在を示唆することになる。
式に表せば以下のようになる。
{\displaystyle {\ce {^{78}_{36}Kr\ +2{\mathit {e}}^{-}->_{34}^{78}Se}}}